# Liste der Biografien/Wiw
Liste der Biografien |
Portal Biografien |
Personensuche
# |
A |
B |
C |
D |
E |
F |
G |
H |
I |
J |
K |
L |
M |
N |
O |
P |
Q |
R |
S |
T |
U |
V |
W |
X |
Y |
Z |
?
 
Wa |
Wc |
Wd |
We |
Wh |
Wi |
Wj |
Wl |
Wn |
Wo |
Wr |
Ws |
Wt |
Wu |
Ww |
Wy |
Wz
 
Wia |
Wib |
Wic |
Wid |
Wie |
Wif |
Wig |
Wih |
Wii |
Wij |
Wik |
Wil |
Wim |
Win |
Wio |
Wip |
Wir |
Wis |
Wit |
Wiv |
Wiw |
Wix |
Wiz
Die Liste der Biografien führt alle Personen auf, die in der deutschsprachigen Wikipedia einen Artikel haben. Dieses ist eine Teilliste mit 6 Einträgen von Personen, deren Namen mit den Buchstaben „Wiw“ beginnt.

## Wiw

### Wiwc
- Wiwchar, Michael (* 1932), kanadischer Ordensgeistlicher, emeritierter Bischof von Saskatoon

### Wiwe
- Wiweke, Heinrich (1782–1846), deutscher Ackermann, Bürgermeister und Politiker
- Wiwel, Niels (1855–1914), dänischer Landschafts-, Genre- und Porträtmaler, Zeichner, Karikaturist und Illustrator
- Wiwerink, André (* 1980), deutscher Fußballspieler

### Wiwt
- Wiwtscharenko, Kostjantyn (* 2002), ukrainisch-bulgarischer Fußballspieler

### Wiwu
- Wiwulski, Antoni (1877–1919), polnisch-litauischer Architekt und Bildhauer